# Sapodilla Cayes
Sapodilla Cayes (špa. Cayos Zapotillos) je nenaseljeni atol u Honduraskom zaljevu, u okrugu Toledo u Belizeu.

## Geografija
Sapodilla Cayes je sustav niskih pješčanih otoka (eng. cayes) koji su dio Srednjoameričkog sustava koraljnih grebena.

## Teritorijalni spor
Njima upravlja Belize, ali Gvatemala tvrdi da je pomorska granica između Belizea i Gvatemale sjeverozapadno od Cayesa. Honduras također polaže pravo na Sapodilla Cayes u svom ustavu iz 1982. godine.

## Morski rezervat
Morski rezervat Sapodilla Cayes nacionalni je zaštićeni morski rezervat proglašen nad Sapodilla Cayes. Osnovan je 1996. godine i njime upravlja Odjel za ribarstvo Belizea.

## Vanjske poveznice
|  | Zajednički poslužitelj ima još gradiva o temi Sapodilla Cayes |